# Renault VG
Pour les articles homonymes, voir VG.
Le Renault VG est un autorail diesel conçu par Renault pour le réseau de l'État. Entré en service en 1933 en quatre exemplaires, immatriculés ZZ 24013 à 24016 puis ZZ 24001 à 24004, trois sont vendus au Mamers - Saint-Calais (MStC) en 1937 et un rejoint la SNCF. La SNCF ferraille son dernier exemplaire en 1939 tandis que le MStC raye le dernier VG de ses contrôles en 1956.

## Conception
La VG est un dérivé du Renault TE. Ce dernier est modifié pour le rendre plus aérodynamique. Le moteur est amélioré, avec un Renault 6C 125 de 100 ch, et l'autorail est également rallongé, avec un porte-à-faux arrière plus long. Le VG donnera ensuite naissance au Renault ZO.
Capable d'atteindre 100 km/h, les Renault VG sont limités à 90 km/h et exploités sur des trains limités à 70 km/h.

## Historique
L'État achète ses quatre exemplaires 285 000 F de 1932. Reçues en 1933, les quatre automotrices VG sont immatriculés ZZ 24013 à 24016 puis ZZ 24001 à 24004. Basées au dépôt de Dinan, elles rejoignent en 1934 les dépôts de Gisors et du Mans. À partir de 1935, les quatre VG sont regroupés à Châteaubriant.
En 1937, les ZZ 24002 à 24004 sont vendues au chemin de fer Mamers - Saint-Calais. Vers 1938, la SNCF qui a récupérée à la nationalisation la ZZ 24001, accepte d'échanger son automotrice avec la ZZ 24002 du MStC, victime d'une avarie. Cette dernière sera ferraillée en 1939.
Le MStC garde ses exemplaires en service après-guerre. Ils sont mis en réserve à partir de 1953, le dernier VG, ZZ 24003, étant rayé des contrôles en 1956.